# Tour della nazionale maschile di rugby a 15 dell'Italia 1986
Nel maggio e giugno 1986 la nazionale italiana di rugby fu impegnata in un tour in Australia dopo cinque anni dalla prima esperienza del 1981.
Nella terza settimana del mese maggio, gli Azzurri, allenati dal commissario tecnico Marco Bollesan e guidati sul campo dal capitano Marzio Innocenti, approdarono in Australia Occidentale con in programma quattro partire non ufficiali fra il 18 e il 28 maggio, a tre giorni di distanza l'una dall'altra, contro rappresentative e squadre locali, in ordine: New South Wales Country, Brisbane, Queensland Settentrionale (in inglese North Queensland) e Queensland Country; incontri di preparazione al test match contro la nazionale australiana, datato 1º giugno 1986 al Ballymore Stadium di Brisbane.
L'Italia XV uscì sconfitta dai primi due incontri con NSW Country e Brisbane coi rispettivi punteggi di 9-22 e 19-37, per poi superare le due formazioni del Queensland nei restanti due no-cap match per 28-15 la selezione settentrionale e per 25-23 il Country, la squadra della zona suburbana; i risultati furono considerati appena sufficienti.
Nel test ufficiale contro i Wallabies gli Azzurri rimasero a lungo in partita, chiudendo dignitosamente il match: alle due mete degli italiani Barba e Gaetaniello, gli australiani risposero con altrettante 6 marcature, aggiudicandosi l'incontro per 39-18.

## Risultati

### Iltest match
| Arbitro: | Keith Harold Lawrence |

|                                                               |      |                              |
| Campese 6’, 80+6’ Tuynman 14’ McIntyre 20’ Moon 46’ Burke 78’ | mt   | 28’ Barba 80+1’ Gaetaniello  |
| Lynagh 6’, 14’, 20’, 46’, 78’, 80+6’                          | tr   | 28’ Troiani 80+1’ Bettarello |
| Lynagh 32’                                                    | c.p. | 53’, 65’ Bettrello           |

### Gli altri incontri
| Data           | Incontro                              | Risultato | Sede       |
| -------------- | ------------------------------------- | --------- | ---------- |
| 18 maggio 1986 | NSW Country ― Italia XV               | 22-9      | Newcastle  |
| 21 maggio 1986 | Brisbane ― Italia XV                  | 37-19     | Brisbane   |
| 25 maggio 1986 | Queensland Settentrionale ― Italia XV | 15-28     | Townsville |
| 28 maggio 1986 | Queensland Country ― Italia XV        | 23-25     | Stanthorpe |